# Fuerza nuclear

Una fuerza nuclear es aquella fuerza que tiene origen exclusivamente en el interior de los núcleos atómicos.

La fuerza nuclear es aquella fuerza que tiene origen exclusivamente en el interior de los núcleos atómicos.
La fuerza nuclear (o interacción nucleón-nucleón o fuerza fuerte residual) es una fuerza que actúa entre los protones y los neutrones de los átomos. Los neutrones y los protones, ambos nucleones, se ven afectados por la fuerza nuclear de manera casi idéntica. Como los protones tienen carga +1 e, experimentan una fuerza eléctrica que tiende a separarlos, pero a una distancia suficientemente corta la fuerza nuclear atractiva es lo suficientemente fuerte como para vencer la fuerza electromagnética. La fuerza nuclear une nucleones en núcleos atómicos. 
La fuerza nuclear es poderosamente atractiva entre los nucleones a distancias de aproximadamente 1 femtómetro (fm, o 1.0 × 10−15 metros), pero disminuye rápidamente a insignificancia a distancias superiores a aproximadamente 2.5 fm. A distancias inferiores a 0.7 fm, la fuerza nuclear se vuelve repulsiva. Este componente repulsivo es responsable del tamaño físico de los núcleos, ya que los nucleones no pueden acercarse más de lo que permite la fuerza. En comparación, el tamaño de un átomo, medido en angstroms (Å, o 1.0 × 10−10 m), es cinco órdenes de magnitud mayor. Sin embargo, la fuerza nuclear no es simple, ya que depende del espín del nucleón, tiene un componente tensorial y puede depender del momento relativo de los nucleones.